# الحب O2O (فلم)
الحب O2O هو فيلم رومانسي صيني صدر في 12 أغسطس 2016 من إخراج تشاو تيانيو وبطولة أنجيلا بيبي و جينغ بوران. وهو عمل مقتبس من رواية تحمل نفس الاسم من للكاتب غو مان.

## ملخص القصة
شياو ناي أشهر طالب في الحرم الجامعي وخبير ألعاب. في يوم من الأيام وهو يمر عبر باب الحرم الجامعي يرى باي وي وي جميلة الجامعة فيغرم بها من النظرة الأولى ليس لجمالها بل لمهارتها في إتقان لعبة RPG على الإنترنت التي يلعبها كلاهما. فيحاول شياو ناي جاهدا في الحياة الحقيقية وعلى الإنترنت الفوز بقلب وي وي بالرغم من عراقيل العالم الواقعي. 

## الممثلون
- جينغ بوران دور شياو ناي
- أنجيلا بيبي دور باي وي وي
- باي يو دور زينشوي ووتشيانغ/تساو غوانغ
- تان سونغ يون دور إر شي

## أصداء
حقق الفيلم 18.2 مليون دولار أمريكي في افتتاحية عطلة نهاية الأسبوع في الصين. لتبلغ إجمالي إيرادات ما وصل إليه الفيلم 275.5 مليون وون في شباك التذاكر الصيني.

## روابط خارجية
- مقالات تستعمل روابط فنية بلا صلة مع ويكي بيانات